# Hemierianthus bule
Hemierianthus bule är en insektsart som beskrevs av Rehn, J.A.G. och J.W.H. Rehn 1945. Hemierianthus bule ingår i släktet Hemierianthus och familjen Chorotypidae. Inga underarter finns listade i Catalogue of Life.